# 2 (عدد)
2 - ۲ (اثنان) هو عدد صحيح ورقم ورمز.

## خواصه في الرياضيات
- كل عدد يقبل القسمة على 2 يسمى عدد زوجي، آحاد هذا العدد تبدأ بأحد الأرقام 0، 2، 4، 6 ،8.
- كل عدد لا يقبل القسمة على 2 يسمى عدد فردي، آحاد هذا العدد تبدأ بأحد الأرقام 1، 3، 5، 7، 9.
- يعد العدد الزوجي الوحيد ضمن الأعداد الأولية.
- أي عدد يُقسم على 2 أو على أي من مضاعفاته ينتج كسر منتهياً.
- 2 و3 هما العددان الأوليان الوحيدان المتتابعان.
- {\displaystyle 2^{x}} لايمكن كتابته في صيغة مجموع عددان متتاليان أو أكثر

## الإسلام
ذكر الرقم ٢ اثنان في القرآن 18 مرة (بالألفاظ اثنان ‒اثنين ‒اثنتين ‒مثنى) في حين ذكر بالصفة الترتيبية ثاني مرة واحدة، ومجموع مرات الذكر 19 مرة. كما ذكر مقلوبه النصف (12) سبع مرات. وهو بذلك أكثر الكسور ذكراً في القرآن.